# Lijst van nummer 1-hits in Europa in 2015
Deze hits stonden in 2015 op nummer 1 in de Euro Digital Songs, de bekendste hitlijst van/voor Europa.
| Datum        | Artiest                    | Titel                           |
| ------------ | -------------------------- | ------------------------------- |
| 2 januari    | Ben Haenow                 | Something I need                |
| 9 januari    | Mark Ronson & Bruno Mars   | Uptown funk!                    |
| 16 januari   | Mark Ronson & Bruno Mars   | Uptown funk!                    |
| 23 januari   | Mark Ronson & Bruno Mars   | Uptown funk!                    |
| 30 januari   | Mark Ronson & Bruno Mars   | Uptown funk!                    |
| 6 februari   | Mark Ronson & Bruno Mars   | Uptown funk!                    |
| 13 februari  | Mark Ronson & Bruno Mars   | Uptown funk!                    |
| 20 februari  | Ellie Goulding             | Love me like you do             |
| 27 februari  | Ellie Goulding             | Love me like you do             |
| 6 maart      | Ellie Goulding             | Love me like you do             |
| 13 maart     | Ellie Goulding             | Love me like you do             |
| 20 maart     | Ellie Goulding             | Love me like you do             |
| 27 maart     | Sam Smith & John Legend    | Lay me down                     |
| 3 april      | Sam Smith & John Legend    | Lay me down                     |
| 10 april     | Jess Glynne                | Hold my hand                    |
| 17 april     | Jess Glynne                | Hold my hand                    |
| 24 april     | Wiz Khalifa & Charlie Puth | See you again                   |
| 1 mei        | Wiz Khalifa & Charli Puth  | See you again                   |
| 8 mei        | Wiz Khalifa & Charli Puth  | See you again                   |
| 15 mei       | Wiz Khalifa & Charli Puth  | See you again                   |
| 22 mei       | OMI                        | Cheerleader (Felix Jaehn remix) |
| 29 mei       | OMI                        | Cheerleader (Felix Jaehn remix) |
| 5 juni       | Jason Derulo               | Want to want me                 |
| 12 juni      | Jason Derulo               | Want to want me                 |
| 19 juni      | Jason Derulo               | Want to want me                 |
| 26 juni      | Jason Derulo               | Want to want me                 |
| 3 juli       | Jason Derulo               | Want to want me                 |
| 10 juli      | Lost Frequencies           | Are you with me                 |
| 17 juli      | Lost Frequencies           | Are you with me                 |
| 24 juli      | Little Mix                 | Black magic                     |
| 31 juli      |                            |                                 |
| 7 augustus   |                            |                                 |
| 14 augustus  |                            |                                 |
| 21 augustus  |                            |                                 |
| 28 augustus  |                            |                                 |
| 4 september  |                            |                                 |
| 11 september |                            |                                 |
| 18 september |                            |                                 |
| 25 september |                            |                                 |
| 2 oktober    |                            |                                 |
| 9 oktober    |                            |                                 |
| 16 oktober   |                            |                                 |
| 23 oktober   |                            |                                 |
| 30 oktober   |                            |                                 |
| 6 november   |                            |                                 |
| 13 november  |                            |                                 |
| 20 november  |                            |                                 |
| 27 november  |                            |                                 |
| 4 december   |                            |                                 |
| 11 december  |                            |                                 |
| 18 december  |                            |                                 |
| 25 december  |                            |                                 |